# 克雷格·米納西恩
克雷格·米納西恩（Craig Minassian ）是克林顿基金会的首席传播官和营销官，以及美國第42任總統比尔·克林顿的助理新闻秘书，他也是公关公司Minassian Media的创始人。他的公关公司的客户包括维基媒体基金会。

## 个人生活
克雷格·米納西恩的妻子是每日秀的制片人Shawna Shepherd。